# Liste der Klassischen Archäologen an der Georg-August-Universität Göttingen
In der Liste der Klassischen Archäologen an der Georg-August-Universität Göttingen werden alle Hochschullehrer aufgeführt, die am Archäologischen Institut der Georg-August-Universität Göttingen oder dessen Vorgängereinrichtungen tätig waren. Das umfasst im Allgemeinen ordentliche, außerplanmäßige, Gast- und Honorarprofessoren sowie Privatdozenten.
Zunächst wurde die Archäologie im 18. und 19. Jahrhundert innerhalb der Altphilologie (Altertumskunde) gelehrt. Mehrere der Lehrenden legten größeren Wert auf diesen Zweig des Faches. Erst im späten 19. Jahrhundert bildete sich die Klassische Archäologie zu einem eigenständigen Fach heraus.
Angegeben ist in der ersten Spalte der Name der Person und ihre Lebensdaten, in der zweiten Spalte wird der Eintritt in die Universität angegeben, in der dritten Spalte das Ausscheiden. Spalte vier nennt die höchste an der Universität Göttingen erreichte Position. An anderen Universitäten kann der entsprechende Dozent eine noch weitergehende wissenschaftliche Karriere gemacht haben. Die nächste Spalte nennt Besonderheiten, den Werdegang oder andere Angaben in Bezug auf die Universität oder das Seminar. In der letzten Spalte werden Bilder der Dozenten gezeigt, was derzeit aufgrund der Bildrechte jedoch schwer ist.
| Wissenschaftler                         | von         | bis       | Funktionen                  | Bemerkungen | Bild |
| --------------------------------------- | ----------- | --------- | --------------------------- | --- | ---- |
| Heyne, Christian Gottlob (1729–1812)    | 1763        | 1812      | Professor                   | Professor der Rhetorik; Nachfolger Gesners; einer der Begründer der modernen Altertumswissenschaften |      |
| Welcker, Friedrich Gottlieb (1784–1868) | 1816        | 1819      | Ordinarius                  | Professor für Griechische Literatur und Archäologie; in Göttingen erster Inhaber einer (teil-)archäologischen Professur in Deutschland |      |
| Müller, Karl Otfried (1797–1840)        | 1819        | 1840      | Ordinarius                  | Altphilologe und einer der Begründer der Klassischen Archäologie und Alten Geschichte; 1819 Außerordentlicher Professor für Altphilologie, 1823 Ordinarius für Philosophie mit der Maßgabe, Altphilologie und Archäologie (Altertumskunde) zu lehren; Mitglied in der Göttinger Sozietät der Wissenschaften; 1832 Hofrat; 1835 zusätzlich Professor für Eloquenz |      |
| Wieseler, Friedrich (1811–1892)         | 1839        | 1892      | Ordinarius                  | 1839 Privatdozent, 1841 Leiter der archäologisch-numismatischen Sammlung, 1842 außerordentlicher Professor, 1854 ordentlicher Professor |      |
| Hermann, Karl Friedrich (1804–1855)     | 1842        | 1855      | Ordinarius                  | 1842 als Nachfolger Müllers Professor der Philologie und Archäologie sowie Direktor des philologischen und des pädagogischen Seminars in Göttingen |      |
| Curtius, Ernst (1814–1896)              | 1855        | 1867      | Ordinarius                  | Altphilologe und Klassischer Archäologe; 1855 Ordinarius für Altphilologie und Archäologie in der Nachfolge Hermanns; 1867 Direktor des Berliner Antiquariums; Initiator der deutschen Ausgrabungen in Olympia |      |
| Conze, Alexander (1831–1914)            | 1861        | 1863      | Privatdozent                | 1877 Direktor der Skulpturensammlung Berlin; Generalsekretär des Deutschen Archäologischen Instituts; Mitausgräber Pergamons |      |
| Duhn, Friedrich von (1851–1930)         | 1879        | 1880      | Privatdozent                | |      |
| Dilthey, Karl (1839–1907)               | 1878        | 1907      | Ordinarius                  | 1878 Ordinarius für Altphilologie in Göttingen, später als Nachfolger Wieselers für Klassische Archäologie; Direktor der archäologisch-numismatischen Sammlungen der Universität |      |
| Körte, Gustav (1852–1917)               | 1880 1907   | 1881 1917 | Ordinarius                  | 1880 bis 1881 Privatdozent, 1907 bis 1917 Ordinarius |      |
| Pfuhl, Ernst (1876–1940)                | 1905        | 1909      | Privatdozent                | 1905 Habilitation, 1909 nach Basel berufen |      |
| Kurt Müller (1880–1972)                 | 1912        | 1946      | Außerordentlicher Professor | 1912 Assistent am Institut, 1921 Extraordinarius |      |
| Thiersch, Hermann (1874–1939)           | 1918        | 1937      | Ordinarius                  | Nachfolger Körtes |      |
| Gerhard Krahmer (1890–1931)             | 1925        | 1927      | Privatdozent                | 1925 Habilitation |      |
| Horn, Rudolf (1903–1984)                | 1941 (1946) | 1971      | Ordinarius                  | 1941 (tätig ab 1946) außerordentlicher Professor, 1952 Ordinarius |      |
| Gross, Walter Hatto (1913–1984)         | 1944        | 1964      | Außerplanmäßiger Professor  | 1944 Dozent; 1952 außerplanmäßiger Professor |      |
| Fuchs, Günter (1924–1964)               | 1957        | 1964      | Privatdozent                | 1964 tödlich verunglückt |      |
| Schiering, Wolfgang (1926–2005)         | 1964        | 1972      | Außerplanmäßiger Professor  | 1964 Privatdozent, 1965 Universitätsdozent, 1968 außerplanmäßiger Professor |      |
| Zanker, Paul (* 1937)                   | 1972        | 1976      | Ordinarius                  | |      |
| Fittschen, Klaus (* 1936)               | 1976        | 1989      | Ordinarius                  | Nachfolger Zankers; 1976 bis 1989 Ordinarius; seit 2001 Honorarprofessor in Göttingen |      |
| Bergmann, Marianne (* 1943)             | 1990        | 2008      | Ordinaria                   | Nachfolgerin Fittschens |      |
| Boehringer, Christof (* 1934)           | 1967        | 1998      | Privatdozent                | Kustos der Sammlungen am Archäologischen Institut, Akademischer Direktor |      |
| Döhl, Hartmut (1941–2021)               | 1971        | 2007      | Außerplanmäßiger Professor  | |      |
| Fabricius, Johanna (* 1962)             | 1995        | 2006      | Privatdozentin              | 1995 Wissenschaftliche Assistentin, 2004 Habilitation, Privatdozentin, 2005 Oberassistentin |      |
| Graepler, Daniel (* 1959)               | 1999        |           | Akademischer Oberrat        | 1999 Kustos der Sammlungen am Archäologischen Institut |      |
| Eschbach, Norbert (* 1954)              | 2008        | 2009      | Professor                   | Vertretungsprofessor |      |
| Bergemann, Johannes (* 1960)            | 1987 2009   | 2025      | Ordinarius                  | 1987–1995 Assistent; 1994 Habilitation; seit 2009 ordentlicher Professor |      |
| Martin Langner (* 1966)                 | 2013        |           | Professor                   | 2013–2018 war er Professor für Klassische Archäologie und ihre digitale Methodik; seit 2019 Professor für Digitale Bild- und Objektwissenschaft |      |